# Мансанеро, Армандо
Арма́ндо Мансане́ро (исп. Armando Manzanero; 7 декабря 1935 — 28 декабря 2020) — майяский музыкант и композитор, считающийся основным романтическим композитором Мексики послевоенного времени. Наиболее успешный композитор Латинской Америки.

## Биография
В мир музыки Армандо попал в возрасте восьми лет, когда пошёл в школу изящных искусств (Escuela de Bellas Artes) в своём родном городе, и продолжил обучение в Мехико. В 1950 году, когда ему было 15 лет, мальчик сочинил свою первую мелодию Nunca en el Mundo (Ни за что на свете), к настоящему моменту записана 21 версия этой композиции на различных языках. Следующий год стал началом профессиональной карьеры Армандо.
В 1957 году он заключил контракт на должность композитора с мексиканским филиалом компании СиБиЭс Интернешнл, а также был назначен музыкальным промоутером EMI. На следующий год Армандо стал пианистом таких латиноамериканских артистов как Педро Варгас, Лючо Гатика и Рафаэль.
В 1965 году он стал победителем музыкального фестиваля Festival de la Canción в Майами с песней Cuando Estoy Contigo (Когда я с тобой).
В 1970 году написал песню Somos Novios, переведенную на английский язык Сидом Уэйном, композитором Элвиса Пресли. Английскую версию песни, It’s Impossible (Невозможно), исполнил Перри Комо и был номинирован на премию «Грэмми». Но успех был испорчен решением американского суда, который обвинил Мансанеро в плагиате и постановил вернуть весь гонорар, полученный за композицию. Это событие стало большим ударом для Монсанеро, который сочинил Somos Novios за 20 лет до этого и, по сути, сам стал жертвой плагиата. Сегодня осуждение снято и авторство данной песни закреплено за Армандо.
В 1978 году он занял первое место на фестивале на острове Майорка с песней Señor Amor (Сеньор Любовь). В 1982 году его песня Corazón Amigo (Сердечный друг) была награждена на фестивале фирмы Ямаха. В 1993 году журнал Billboard вручил Мансанеро награду за его блестящую музыкальную карьеру.
С 1982 года Мансанеро занимает должность вице-президента Мексиканской национальной ассоциации авторов и композиторов. Его деятельность в защиту авторских прав укрепила организацию и принесла ей мировое признание.
Песни Мансанеро исполняли многие известные артисты, среди которых Фрэнк Синатра, Тони Беннет, Элвис Пресли, Кристина Агилера и другие.
За все время своей творческой жизни Мансанеро сочинил более 400 песен, 50 из которых принесли ему мировую известность. Он принимал участие в многочисленных радио- и телешоу, записал более 30 альбомов и стал автором музыки к нескольким фильмам.

## Дискография
- 1959: Mi Primera Grabación
- 1967: A mi amor… Con mi amor
- 1967: Manzanero el Grande
- 1968: Somos Novios
- 1968: Armando Manzanero, su piano y su música
- 1969: Para mi siempre amor
- Que bonito viven los enamorados
- 1976: Lo mejor de Armando Manzanero
- 1977: Fanático de ti
- 1977: Corazón Salvaje
- 1979: Ternura y Romance
- 1981: Mi trato contigo
- 1982: Otra vez romántico
- 1985: Armando Manzanero
- 1987: Cariñosamente, Manzanero
- 1988: Mientras existas tú
- 1992: Las canciones que quise escribir
- 1993: Entre amigos
- 1995: El piano… Manzanero y sus amigos
- 1996: Nada Personal
- 1998: Manzanero y La Libertad
- 2001: Duetos
- 2002: Duetos 2
- 2002: Lo Mejor de lo Mejor
- 2005: Lo Esencial